# Karl Künzel
Karl Künzel (* 29. Juni 1889 in Wien; † 23. Februar 1945 ebenda) war ein österreichischer Filmproduktionsleiter, Herstellungs- und Herstellungsgruppenleiter.

## Leben
Künzel besuchte die Oberrealschule und die Kadettenschule und erhielt anschließend eine konsularische Ausbildung. Bereits im Rang eines österreichischen Konsuls hatte Künzel als Produktionsangestellter der Filmfirma Sascha bei einigen Filmen, z. B. 1930/31 Die Blumenfrau von Lindenau (nach der Komödie Sturm im Wasserglas von Bruno Frank)  
und Purpur und waschblau, erste Erfahrungen gesammelt.
Zusammen mit dem Schauspieler Paul Hörbiger und dem Regisseur E. W. Emo gründete er 1935 die Produktionsfirma Allgemeine Filmaufnahme und Vertriebs G.m.b.H., kurz Algefa genannt, mit Sitz in Berlin. Für die Algefa produzierte er bis zu ihrer vorübergehenden Produktionseinstellung 1937 ausnahmslos die Inszenierungen Emos. Künzel stand dieser Firma überdies als Geschäftsführer vor. Auch später war Künzel als Produktions- bzw. Herstellungs- und Herstellungsgruppenleiter für Emo tätig, diesmal im Dienste der Emo-Film und, nach deren rascher Auflösung, der Wien-Film.
Künzel starb in der Spätphase des Zweiten Weltkriegs unter nicht näher bekannten Umständen.
Er wurde am Ober Sankt Veiter Friedhof bestattet.

## Filmografie
- 1935: Endstation
- 1936: Schabernack
- 1936: Drei Mäderl um Schubert
- 1936: Fiakerlied
- 1937: Die Austernlilli
- 1938: 13 Stühle
- 1938: Der Optimist
- 1939: Unsterblicher Walzer
- 1939: Anton der Letzte
- 1940: Krambambuli
- 1940: Der liebe Augustin
- 1941: Liebe ist zollfrei
- 1942: Wien 1910
- 1942: Zwei glückliche Menschen
- 1943: Reisebekanntschaft
- 1943: Schwarz auf Weiß
- 1943: Schrammeln
- 1943/45: Freunde
- 1944: Das Herz muß schweigen
- 1944/49: Wie ein Dieb in der Nacht